# Sommer-Paralympics 2016/Teilnehmer (Benin)
| stlisierte Goldmedaille | stlisierte Silbermedaille | stlisierte Bronzemedaille |
| ----------------------- | ------------------------- | ------------------------- |
| —                       | —                         | —                         |

Benin entsendete einen Athleten zu den Paralympischen Sommerspielen 2016 in Rio de Janeiro, den Speerwerfer Cosme Akpovi. Dieser konnte keine Medaille gewinnen.

## Teilnehmer nach Sportart

### Leichtathletik
| Männer       |                 |   |   |   |   |         |    |    |
| Cosme Akpovi | Speerwerfen F57 | - | - | - | - | 27,37 m | 13 | 13 |